# Троицкая епископальная церковь (Сент-Луис)
Троицкая епископальная церковь (англ. Trinity Episcopal Church) — приход епископальной церкви в районе Сент-Уэст-Энд в Сент-Луисе, штат Миссури. Он отличается своей историей защиты интересов ЛГБТ, начиная с 1969 года, когда он был связан с Обществом мандрагоры. За это здание в 2020 году было внесено в Национальный реестр исторических мест.

## История
Епископальная церковь построила небольшой храм на углу улиц Евклид и Вашингтон в Сент-Луисе, штат Миссури, в конце 1800-х годов. Эта церковь, Епископальная церковь Искупителя, объединилась с другой общиной, Мемориальной церковью Святого Джеймса, и перенесла здание последней на территорию Евклида и Вашингтона. Конгрегация, переименованная в Церковь Искупителя, молилась здесь до 1935 года. В том же году община Троицкой епископальной церкви, основанной в 1855 году, приобрела здание церкви Искупителя и начала его использовать.
К тому времени, когда в 1954 году церковь расширилась за счёт приходского зала, демография окрестностей изменилась, и на смену представителям высших классов пришли афроамериканцы и ЛГБТ-сообщества. Троицкая церковь сосредоточила свою работу на этих двух сообществах. Общество Мандрагоры, первая ЛГБТ-организация в Сент-Луисе, было основано в 1969 году, и к лету Троицкая церковь проводила свои собрания в их здании. Организация оказала финансовую поддержку юридической защите девяти мужчин, арестованных на анти-ЛГБТ-мероприятиях 31 октября 1969 года. К концу года группа из 18 человек выросла более чем на 150 человек. Троицкая церковь профинансировала публикацию информационного бюллетеня организации в обмен на популяризацию общины. В 1970-х годах в Троицкой церкви проходили собрания Фронта освобождения геев и Integrity USA в Сент-Луисе.
Первая в городе социальная организация по оказанию помощи в связи со СПИДом была основана в 1984 году активистами-геями в Центральном Вест-Энде и вскоре переехала в Северный приходский зал церкви. Троицкая церковь стала прибежищем для стигматизированных ВИЧ-инфицированных, в том числе для свергнутого преподобного Чарльза Бьюика, умершего от СПИДа в 1989 году. В том же году церковь приняла участие в прайд-параде в Сент-Луисе в честь Бьюика. Троицкая церковь также проводила похороны жертв СПИДа, которым было отказано в услугах в другом месте.
Преподобный Билл Чепмен начал частным образом благословлять однополые партнёрства в 1987 году. Преподобная Сьюзан Нэнни, которая была открытой лесбиянкой, присоединилась в качестве соректора в 1990 году. 27 июля 1991 года Чепмен впервые публично провёл церемонию однополого бракосочетания перед прихожанами. Хотя эти действия изначально вызывали споры в епархии Миссури, в 1996 году епархия одобрила однополые союзы. 8 февраля 1993 года в церкви прошёл первый в городе форум мэрии по правам геев и лесбиянок.
В 2020 году церковь стала первым местом в Миссури, которое было признано Службой национальных парков за своё значение для ЛГБТ+ и внесено в Национальный реестр исторических мест.